# Larca hispanica
Espèce
Synonymes
- Larca spelaea Beier, 1939

Larca hispanica est une espèce de pseudoscorpions de la famille des Larcidae.

## Distribution
Cette espèce est endémique de Catalogne en Espagne. Elle se rencontre dans les grottes Cova del Bisbe, Baumes de Aros, Cova de Can Figueres, Cova del Castell, Cova del Mamut et Cova de l´Escaleta.

## Description
Les mâles mesurent de 2,1 à 2,4 mm et les femelles de 2,2 à 2,9 mm.

## Systématique et taxinomie
L'espèce Larca spelaea a été placée en synonymie avec Larca hispanica par Estany en 1980.

## Étymologie
Son nom d'espèce lui a été donné en référence au lieu de sa découverte, l'Hispanie.

## Publication originale
- Beier, 1939 : Die Pseudoscorpioniden-Fauna der iberischen Halbinsel. Zoologische Jahrbücher, Abteilung für Systematik Ökologie und Geographie der Tiere, vol. 72, p. 157–202.